# Gregorio Ros
Gregorio Ros (Granada, 1952 - 4 d'octubre de 2010) va ser un maquillador espanyol, maquillador oficial de Max Factor i maquillador de cinema.
Estudià magisteri a Granada, però ho va deixar per marxar a viure a Barcelona, on va cursar maquillatge a l'Institut del Teatre. Durant un temps va treballar venent roba o de recepcionista a una estació d'esquí. Després va marxar a Madrid, on va fer de venedor fins que va tornar a Barcelona, on va fer de maquillador al cinema per primer cop a la pel·lícula Karnabal d'Els Comediants. El 1986 va fer de maquillador a Barrios altos i va fer amistat amb Victoria Abril, qui el va convèncer de tornar a Madrid. Així va començar a treballar amb Pedro Almodóvar i el 1988 fou nominat al Goya al millor maquillatge i perruqueria per Mujeres al borde de un ataque de nervios juntament amb el perruquer Jesús Moncusí i Vallverdú. Seria novament nominat el 1989 per Las cosas del querer, el 1991 per Tacones lejanos i el 1993 per Kika. Apartat un temps del cinema, va tornar com a maquillador a la pel·lícula de Gonzalo Suárez Mi nombre es sombra (1995). El 1998 va guanyar el Goya al millor maquillatge i perruqueria per La niña de tus ojos, i novament el 2002 per El embrujo de Shanghai. El 2003 es va incorporar a l'equip de Max Factor amb el que ha maquillat, entre altres actors, Antonio Banderas, Paz Vega, Carmen Maura, Miguel Bosé, Jacqueline Bisset, Melanie Griffith o Faye Dunaway. Poc abans de morir va rebre el premi d'honor del Festival de Màlaga per la seva carrera.

## Filmografia (com a estilista)
- Karnabal (1985)
- Barrios altos (1986)
- El juego más divertido (1987)
- Mujeres al borde de un ataque de nervios (1988)
- El mar y el tiempo (1988)
- Las cosas del querer (1989)
- Boom boom (1990)
- Amantes (1991)
- Tacones lejanos (1991)
- Chatarra (1993)
- Kika(1993)
- Mi nombre es sombra (1995)
- En brazos de la mujer madura (1996)
- La niña de tus ojos (1998)
- Lucía y el sexo (2001)
- El embrujo de Shanghai (2002)
- Soldados de Salamina (2003)
- Sexykiller, morirás por ella (2008)